# Ampatinkari
Ampatinkari är en ö i Finland. Den ligger i Skärgårdshavet och i kommunerna Gustavs och Tövsala i landskapet Egentliga Finland, i den sydvästra delen av landet. Ön ligger omkring 42 kilometer väster om Åbo och omkring 190 kilometer väster om Helsingfors.
Öns area är 2,3 hektar och dess största längd är 240 meter i sydöst-nordvästlig riktning.